# Kraftwerk Camargos
Das Kraftwerk Camargos (portugiesisch Usina Hidrelétrica de Camargos) ist ein Wasserkraftwerk in Brasilien, das den Rio Grande zum Camargos-Stausee (port. Represa de Camargos) aufstaut. Etwa zwei Kilometer nördlich vom Kraftwerk Camargos befindet sich das Kraftwerk Itutinga.
Mit dem Bau wurde 1956 begonnen. 1960 wurde der Betrieb aufgenommen.

## Absperrbauwerk
Das Absperrbauwerk besteht aus einem Staudamm auf der rechten Seite sowie einer Staumauer in der Mitte und auf der linken Seite. Als maximale Höhe werden 36 m angegeben. Die Länge des Absperrbauwerks beträgt 608 m. Die Wehranlage mit der Hochwasserentlastung, bestehend aus sechs Toren, befindet sich in der Mitte.

## Stausee
Beim normalen Stauziel von 913 m erstreckt sich der Stausee über eine Fläche von rund 50,47 km² und fasst 792 Mio. m³ Wasser – davon können 672 Mio. m³ zur Stromerzeugung genutzt werden. Das minimale Stauziel, bei dem die Maschinen noch betrieben werden können, liegt bei 899 m. Das Stauziel schwankt im Jahresverlauf: normalerweise erreicht es das Maximum im April und bleibt auf diesem Niveau bis Mitte August. Es fällt dann und erreicht im November oder Dezember das Minimum.
Am Stausee werden diverse Wassersportarten praktiziert. Im See kommen verschiedene Fischarten wie Lambari do rabo vermelho, Dourado oder Acará vor.

## Kraftwerk
Das Kraftwerk Camargos ist mit einer installierten Leistung von 45 (bzw. 46) MW eines der kleineren Wasserkraftwerke des Stromerzeugers CEMIG. Es sind zwei Maschinen mit jeweils 23 MW maximaler Leistung installiert. Sie befinden sich in einem Maschinenhaus auf der linken Seite der Staumauer.
Das Kraftwerk ist im Besitz von CEMIG und wird auch von CEMIG betrieben.

## Sonstiges
Ende Januar 2014 sank das Volumen des Stausees auf nur noch 23 % des maximal möglichen Volumens. Bis zum Juli 2014 ging der Wasserspiegel des Stausees weiter auf 901,2 m zurück, dem niedrigsten Niveau seit zehn Jahren. Das Volumen des Stausees fiel auf nur noch 12 %. Im Januar 2011 war es genau umgekehrt: der Stausee war zu 93,94 % gefüllt und das Stauziel musste sogar etwas gesenkt werden, um im Falle neuer Regenfälle gerüstet zu sein.